# Udea endopyra
Udea endopyra là một loài bướm đêm thuộc họ Crambidae. Nó là loài đặc hữu của Oahu, Molokai, Maui và Hawaii.
Ấu trùng ăn Rubus hawaiiensis. Chúng cuốn lá cây chủ.